# Odorrana livida
Odorrana livida är en groddjursart som först beskrevs av Edward Blyth 1856.  Odorrana livida ingår i släktet Odorrana och familjen egentliga grodor. IUCN kategoriserar arten globalt som otillräckligt studerad. Inga underarter finns listade i Catalogue of Life.